# Bassillon-Vauzé
Bassillon-Vauzé ist eine französische Gemeinde mit 65 Einwohnern (Stand 1. Januar 2022) im Département Pyrénées-Atlantiques in der Region Nouvelle-Aquitaine (vor 2016: Aquitanien). Die Gemeinde gehört zum Arrondissement Pau und zum Kanton Terres des Luys et Coteaux du Vic-Bilh (bis 2015: Kanton Lembeye).
Der Name in der gascognischen Sprache lautet Bassilhon-Bausèr.

## Geographie
Bassillon-Vauzé liegt in der Region Vic-Bilh am östlichen Rand des Départements ca. 40 km nordöstlich von Pau in der historischen Provinz Béarn zwischen den Stauseen Lac de Lembeye-Corbère und Lac de Bassillon-Vauzé.
Umgeben wird die Gemeinde von den Nachbargemeinden:
|         | Corbère-Abères                              | Moncaup                   |
| Lembeye | Kompassrose, die auf Nachbargemeinden zeigt | Vidouze (Hautes-Pyrénées) |
|         | Luc-Armau                                   |                           |

Bassillon-Vauzé liegt im Einzugsgebiet des Flusses Adour. Ein Nebenfluss des Léez, der Larcis, fließt an der östlichen Gemeindegrenze und durch den Lac de Bassillon-Vauzé. Ein Nebenfluss des Larcis, der Ruisseau du Boscq, fließt an der westlichen Gemeindegrenze und durch den Lac de Lembeye-Corbère.

## Geschichte
Ein befestigtes Bauwerk wurde im 11. oder 12. Jahrhundert errichtet, der ehemalige Sitz des Lehnsherrn de Rode, die seit dem Ende des 12. Jahrhunderts erwähnt wurden, und der Viguerie von Lembeye. Diese Motte könnte auf den Fundamenten eines Bauwerks aus der Urgeschichte stammen. Ebenfalls etablierte sich ein Laienkloster in Vauzé, das vom Vicomte von Béarn lehnsabhängig war.
In der Volkszählung im Jahre 1385 wurden in Basilhoo 7 Haushalte gezählt und vermerkt, dass die Siedlung in der Bailliage von Pau liegt. Weitere Erwähnungen von Bassillon sind in der Folge Basilhoo (Volkszählung, 1402), Bacilhoo (gegen 1540), Baxilho (1542), Basilhon (1546) und Bacilhon (Reformation von Béarn, gegen 1550).
Die ehemalige Kommune Vauzé erscheint in den Erwähnungen unter den folgenden Toponymen: Bausee und Bauser (1538), Beauzé (1675), Vauzer (Reformation von Béarn 1682) und Vauser (Zählung von Candau, 1768). Auf der Karte von Cassini 1750 ist Bassillon als Baßillon (=Bassillon) und Vauzé als Vauzé eingetragen. 1833 haben sich die beiden Dörfer zusammengeschlossen.

### Einwohnerentwicklung
Seit dem Zusammenschluss der beiden Dörfer ist die Einwohnerzahl bis in die 1960er Jahre rückläufig und ungefähr bis auf ein Viertel geschrumpft. Seitdem verbleibt sie auf ein Niveau von wenig mehr als 70 Einwohnern.
| Jahr      | 1962 | 1968 | 1975 | 1982 | 1990 | 1999 | 2006 | 2009 | 2022 |
| --------- | ---- | ---- | ---- | ---- | ---- | ---- | ---- | ---- | ---- |
| Einwohner | 95   | 75   | 76   | 77   | 76   | 72   | 73   | 72   | 65   |

Ab 1962 offizielle Zahlen ohne Einwohner mit Zweitwohnsitz

## Sehenswürdigkeiten

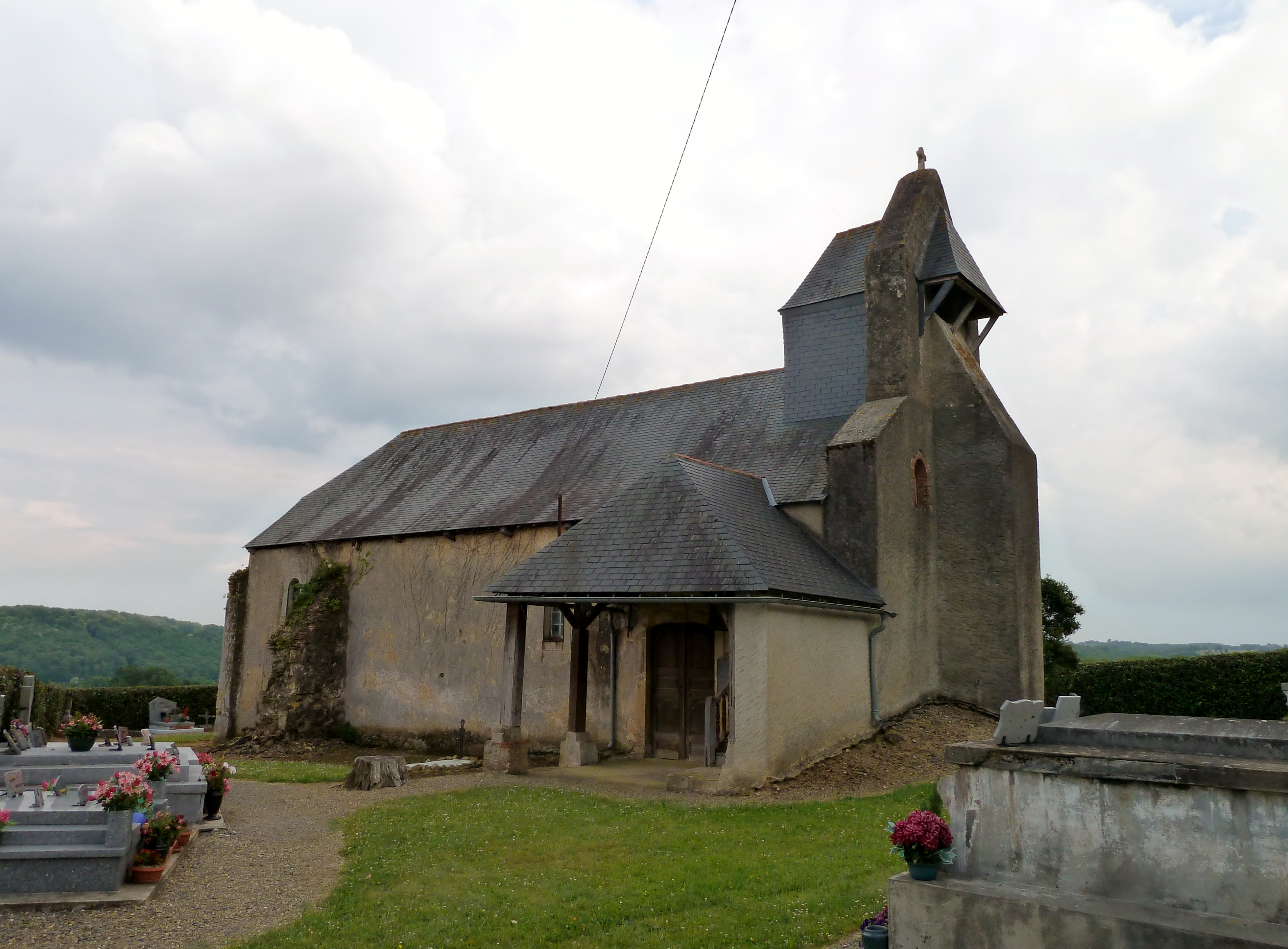
Kirche Saint-Girons

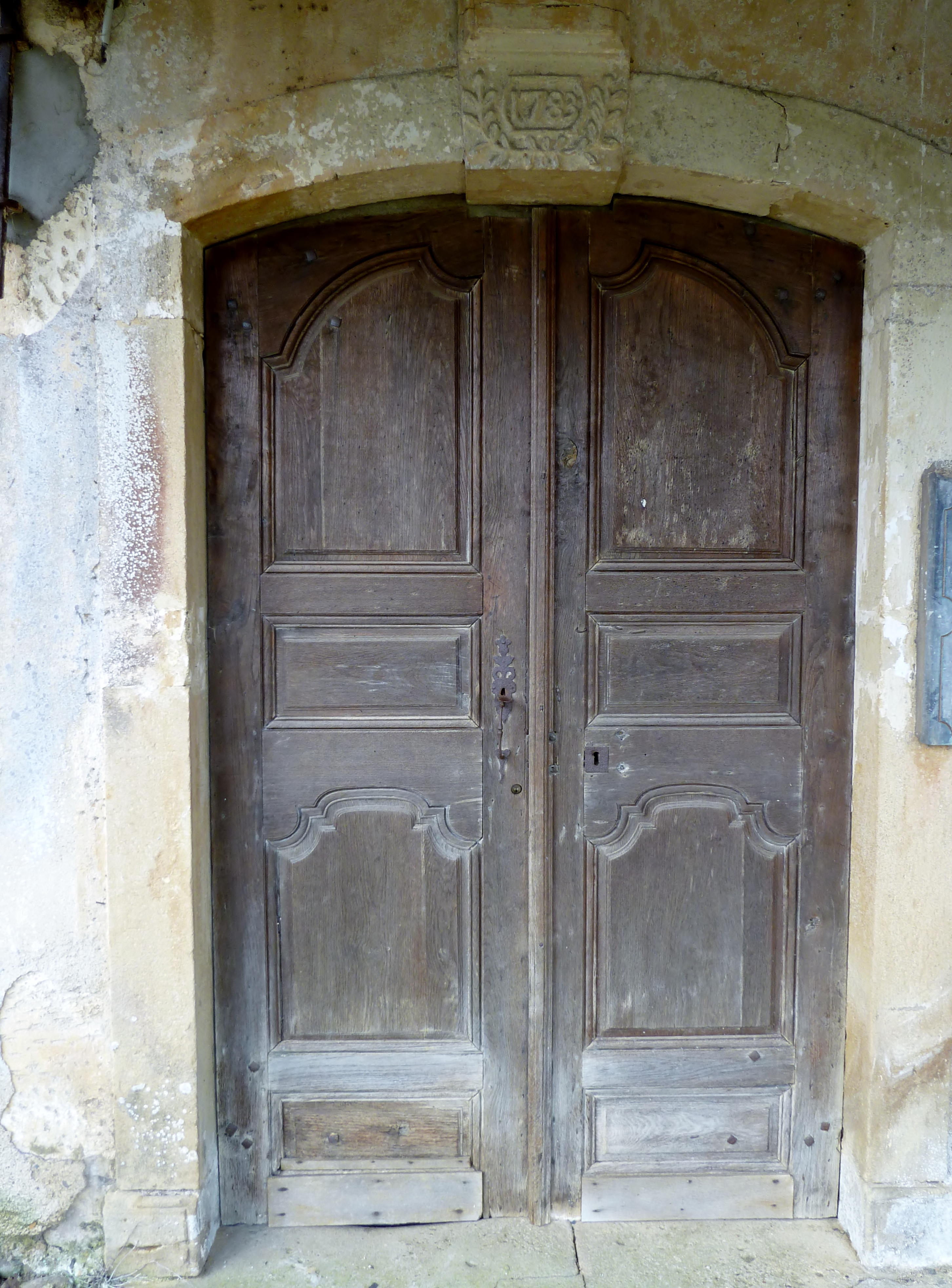
Eingang zur Kirche Saint-Girons

- Kirche in Bassillon, gewidmet Gerontius, Bischof von Aire-sur-l’Adour im 5. Jahrhundert, der Teile der Gascogne christianisierte. Das Datum der Errichtung des ursprünglichen Gebäudes ist unbekannt. Die Jahreszahl 1783 über dem Eingang an der Nordseite der Kirche verweist auf die Zeit der Restaurierung oder des Wiederaufbaus. Der einschiffige Bau ist mit Schiefer gedeckt und besitzt einen Glockengiebel an seiner Westfassade. Im Innern werden Gegenstände und Glasfenster aus dem 18. und 19. Jahrhundert bewahrt, die als nationale Kulturgüter registriert sind.[9][10]

- Kirche in Vauzé, gewidmet dem Apostel Bartholomäus. Die Gewölberippen lassen eine Errichtung des Gotteshauses im 16. Jahrhundert vermuten. Die Jahreszahl 1773 auf dem Sturz über dem Eingang der Kirche auf der Südseite verweist auf die Zeit der Restaurierung oder des Wiederaufbaus. Der einschiffige Bau ist mit Schiefer gedeckt und besitzt einen Glockengiebel an seiner Westfassade. Im Innern werden Gegenstände aus dem 18. und 19. Jahrhundert bewahrt, die als nationale Kulturgüter registriert sind.[11][12]

## Wirtschaft und Infrastruktur
Die fruchtbare Erde und die geografische Lage sind günstig für den Weinbau. Allerdings zerstörte die Reblaus den Großteil der Anbaufläche gegen Ende des 19. Jahrhunderts, der seitdem auf den Anbau von Mais umgestellt worden ist.

### Verkehr
Bassillon-Vauzé ist angeschlossen an die Routes départementales 148 und 205.